# Сеин, Анатолий Иванович
Анатолий Иванович Сеин (22 сентября 1936, Новорождественская, Тихорецкий район, Азово-Черноморский край, РСФСР, СССР — 21 января 2018, Тихорецк, Краснодарский край, Россия) — советский и российский военачальник. Командующий войсками ПВО СКВО и Киевского военного округа. Генерал-майор.

## Биография
Родился 22 сентября 1936 года в ст. Новорождественской Тихорецского района Краснодарский край РСФСР, СССР).
Окончил среднюю школу № 34 г. Тихорецка и был призван в Советскую армию в 1955 году.

### Образование
- 1956—1959 годы — Оренбургское зенитное училище.
- 1966—1970 годы — Военная командная академия противовоздушной обороны.
- 1989 — ВАК при ВА ГШ.

### На воинской службе
1955—1956 гг. — солдат зенитного полка Дальневосточный военный округ (г. Завитинск).
1955—1959 гг. — курсант Оренбургского зенитного училища.
1959—1966 гг. — командир взвода, батареи при ВО.
1966—1970 гг. — слушатель Академии ПВО СВ (г. Киев).
1970—1972 гг. — командир ОЗРДН 71 зрбр Дальневосточный военный округ, 35-й А (Среднебелая).
1972—1973 гг. — заместитель командира бригады 71 зрбр ДВО, 35-й А (Среднебелая).
1974—1981 гг. — командир 71 зрбр, а с 1978 г. — командир 67 зрбр ГСВГ.

### На высших должностях
1981—1986 гг. — командующий ПВО 38-й А (г. Ивано-Франковск, ПрикВО).
1987—1988 гг. — командующий войсками ПВО (СКВО, г. Ростов-на-Дону).
1988—1992 гг. — командующий войсками ПВО (Киевский военный округ, г. Киев).

### В отставке
В 1992 году уволен из рядов ВС РФ с правом ношения военной формы одежды.
С 2012 года инспектор Группы инспекторов Объединённого стратегического командования Южного военного округа Министерства обороны Российской Федерации.
Жил и работал в городе Тихорецке. Проводил активную работу с молодёжью и ветеранами.
Умер 21 января 2018 года в Тихорецке после продолжительной болезни.

## Семья
- Жена — Альбина Анатольевна Сеина
- Дети — Игорь Анатольевич Сеин, Светлана Анатольевна Сеина

## Знаки отличия
- Орден Трудового Красного Знамени
- Орден «За службу Родине в Вооруженных Силах СССР» 2 степени
- Орден «За службу Родине в Вооруженных Силах СССР» 3 степени
- Юбилейная медаль «300 лет Российскому флоту»
- Медаль «Ветеран Вооружённых Сил СССР»
- Юбилейная медаль «50 лет Вооружённых Сил СССР» (26 декабря 1967[3])
- Юбилейная медаль «60 лет Вооружённых Сил СССР»[4]
- Юбилейная медаль «70 лет Вооружённых Сил СССР»[5]
- Медаль «За безупречную службу» I степени
- Медаль «За безупречную службу» II степени
- Медаль «За безупречную службу» III степени
- Медаль «За ратную доблесть» и др.
- Имеет награды ГДР
- Имеет награды других ведомств